# Estonia ai Giochi olimpici
L'Estonia partecipò ai Giochi olimpici dal 1920 al 1936 e, dopo la ritrovata indipendenza dall'URSS, dal 1992 ad oggi.
Il primo estone a vincere una medaglia fu Martin Klein per l’Impero russo nel 1912.
Gli atleti estoni hanno vinto complessivamente 36 medaglie ai Giochi olimpici estivi e 8 ai Giochi olimpici invernali.
Il Comitato Olimpico Estone, creato nel 1923, venne riconosciuto dal CIO nel 1991.

## Medaglieri

### Medaglie alle Olimpiadi estive
| Giochi              | Oro | Argento | Bronzo | Totale |
| ------------------- | --- | ------- | ------ | ------ |
| Anversa 1920        | 1   | 2       | 0      | 3      |
| Parigi 1924         | 1   | 1       | 4      | 6      |
| Amsterdam 1928      | 2   | 1       | 2      | 5      |
| Los Angeles 1932    | 0   | 0       | 0      | 0      |
| Berlino 1936        | 2   | 2       | 3      | 7      |
| Barcellona 1992     | 1   | 0       | 1      | 2      |
| Atlanta 1996        | 0   | 0       | 0      | 0      |
| Sydney 2000         | 1   | 0       | 2      | 3      |
| Atene 2004          | 0   | 1       | 2      | 3      |
| Pechino 2008        | 1   | 1       | 0      | 2      |
| Londra 2012         | 0   | 1       | 1      | 2      |
| Rio de Janeiro 2016 | 0   | 0       | 1      | 1      |
| Tokyo 2020          | 1   | 0       | 1      | 2      |
| Parigi 2024         | 0   | 0       | 0      | 0      |
| Totale              | 10  | 9       | 17     | 36     |

### Medaglie alle Olimpiadi invernali
| Giochi                      | Oro              | Argento          | Bronzo           | Totale           |
| --------------------------- | ---------------- | ---------------- | ---------------- | ---------------- |
| 1924 Chamonix               | non partecipante | non partecipante | non partecipante | non partecipante |
| 1928 St. Moritz             | 0                | 0                | 0                | 0                |
| 1932 Lake Placid            | non partecipante | non partecipante | non partecipante | non partecipante |
| 1936 Garmisch-Partenkirchen | 0                | 0                | 0                | 0                |
| 1948 St. Moritz             | non partecipante | non partecipante | non partecipante | non partecipante |
| 1952 Oslo                   | non partecipante | non partecipante | non partecipante | non partecipante |
| 1956 Cortina d'Ampezzo      | non partecipante | non partecipante | non partecipante | non partecipante |
| 1960 Squaw Valley           | non partecipante | non partecipante | non partecipante | non partecipante |
| 1964 Innsbruck              | non partecipante | non partecipante | non partecipante | non partecipante |
| 1968 Grenoble               | non partecipante | non partecipante | non partecipante | non partecipante |
| 1972 Sapporo                | non partecipante | non partecipante | non partecipante | non partecipante |
| 1976 Innsbruck              | non partecipante | non partecipante | non partecipante | non partecipante |
| 1980 Lake Placid            | non partecipante | non partecipante | non partecipante | non partecipante |
| 1984 Sarajevo               | non partecipante | non partecipante | non partecipante | non partecipante |
| 1988 Calgary                | non partecipante | non partecipante | non partecipante | non partecipante |
| 1992 Albertville            | 0                | 0                | 0                | 0                |
| 1994 Lillehammer            | 0                | 0                | 0                | 0                |
| 1998 Nagano                 | 0                | 0                | 0                | 0                |
| 2002 Salt Lake City         | 1                | 1                | 1                | 3                |
| 2006 Torino                 | 3                | 0                | 0                | 3                |
| 2010 Vancouver              | 0                | 1                | 0                | 1                |
| 2014 Soči                   | 0                | 0                | 0                | 0                |
| 2018 Pyeongchang            | 0                | 0                | 0                | 0                |
| 2022 Pechino                | 0                | 0                | 1                | 1                |
| Totale                      | 4                | 2                | 2                | 8                |

## Medagliere per sport

### Sport estivi
| Sport             | Oro | Argento | Bronzo | Totale |
| ----------------- | --- | ------- | ------ | ------ |
| Lotta             | 5   | 2       | 4      | 11     |
| Atletica leggera  | 2   | 1       | 3      | 6      |
| Sollevamento pesi | 1   | 3       | 3      | 7      |
| Scherma           | 1   | 0       | 1      | 2      |
| Ciclismo          | 1   | 0       | 0      | 1      |
| Canottaggio       | 0   | 2       | 1      | 3      |
| Pugilato          | 0   | 1       | 0      | 1      |
| Judo              | 0   | 0       | 3      | 3      |
| Vela              | 0   | 0       | 2      | 2      |
| Totale*           | 10  | 9       | 17     | 36     |

### Sport invernali
| Sport        | Oro | Argento | Bronzo | Totale |
| ------------ | --- | ------- | ------ | ------ |
| Sci di fondo | 4   | 2       | 1      | 7      |
| Freestyle    | 0   | 0       | 1      | 1      |
| Totale*      | 4   | 2       | 2      | 8      |